# 하루나정
하루나정(일본어: 榛名町)은 일본 조모산의 하나인 하루나산 남 기슭에 퍼지고 있던 정이다.

## 역사
- 1889년 4월 1일 - 시정촌제 시행에 의해 니시군마군 무로다촌, 구루마촌, 우스이군 사토미촌이 탄생하였다.
- 1896년 4월 1일 - 니시군마군이 군마군으로 이관되었다.
- 1905년 4월 1일 - 무로다촌이 정으로 승격해 무로다정이 되었다.
- 1955년 2월 1일 - 군마군 무로다정, 우스이군 사토미촌이 합병해, 군마군 하루나정이 되었다.
- 1979년 5월 13일 - 하루나정 농업협동조합에서 고액의 용처 불명금이 발각되어 직원이 체포. 이후 수사 과정에서 마을의회 의원들이 체포되는 등 사건이 마을 전체로 확대되었다.
- 2006년 10월 1일 - 다카사키시에 편입되었다.

## 교통

### 도로
- 국도 제406호선

## 출신인물
- 고바야시 게이주 (배우)